# Greatest Hits - A Decade of American Music (1976-1986)
Greatest Hits - A Decade of American Music (1976-1986) è un album raccolta della Steve Miller Band, pubblicato dalla Mercury Records nel 1987.

## Tracce
Lato A
1. Space Intro – 1:15 (Steve Miller) – Tratto dall'album Fly Like an Eagle (1976)
2. Fly Like an Eagle – 4:45 (Steve Miller) – Tratto dall'album Fly Like an Eagle (1976)
3. Bongo Bongo – 3:12 (Steve Miller, Chris McCarty) – Tratto dall'album Book of Dreams (1977)
4. Rock 'N Me – 3:05 (Steve Miller) – Tratto dall'album Fly Like an Eagle (1976)
5. Jet Air Liner – 4:20 (Paul Pena) – Tratto dall'album Book of Dreams (1977)
6. Take the Money and Run – 2:48 (Steve Miller) – Tratto dall'album Fly Like an Eagle (1976)
7. Mercury Blues – 3:44 (K.C. Douglas) – Tratto dall'album Fly Like an Eagle (1976)

Lato B
1. Swing Town – 3:55 (Steve Miller, Chris McCarty) – Tratto dall'album Book of Dreams (1977)
2. Shangri-La – 4:02 (Steve Miller, Kenny Lee Lewis) – Tratto dall'album Italian X-Rays (1984)
3. Abracadabra – 3:38 (Steve Miller) – Tratto dall'album Abracadabra (1982)
4. Italian X Rays – 3:44 (Steve Miller, Gary Mallaber) – Tratto dall'album Italian X-Rays (1984)
5. Out of the Night – 3:45 (Steve Miller, Tim Davis) – Tratto dall'album Italian X-Rays (1984)
6. Who Do You Love – 2:54 (Steve Miller, Tim Davis) – Tratto dall'album Italian X-Rays (1984)
7. Harmony of the Spheres – 1:43 (Byron Allred) – Tratto dall'album Italian X-Rays (1984)

## Musicisti
- Steve Miller - voce, chitarra, armonica, tastiere